# Elżbieta Grześczyk
Elżbieta Walkowiak-Grześczyk znana również pod nazwiskiem Gumowska (ur. 9 listopada 1953 w Poznaniu) – polska koszykarka, rozgrywająca.
Występowała przez całą karierę w AZS Poznań, grającym w ekstraklasie. Jako juniorka wystąpiła w reprezentacji Polski na Mistrzostwach Europy juniorek, a w 1971 AZS Poznań z jej udziałem zdobył złoty medal na Spartakiadzie Młodzieży w Gliwicach, sama zawodniczka zdobyła wtedy tytuł najlepszej koszykarki imprezy. Tytuł ten utrzymała także w 1972 na następnej Spartakiadzie.
W karierze seniorskiej zdobyła złoty medal Mistrzostw Polski w 1978, w tym samym roku jej klub wraz z nią awansował do ósemki najlepszych klubów w Pucharze Europy. W sezonie 1976/1977 została królową strzelczyń ekstraklasy. Od 1988 do 1991 grała wraz z AZS w drugiej lidze, a po awansie klubu znów grała w ekstraklasie. W latach 70. XX wieku grała w reprezentacji kraju, w tym raz na Mistrzostwach Europy. W 1993 zakończyła karierę zawodniczą.
W ponad 600 meczach ligowych rozegranych w ciągu 25 lat zdobyła 11 tysięcy punktów, co dało średnią 18,14 na mecz.